# Vuelta a Castilla y León 2009
Die 24. Vuelta a Castilla y León ist ein spanisches Radsport-Etappenrennen und fand vom 23. bis 27. März 2009 statt. Das Rennen wurde in fünf Etappen über eine Distanz von 651,3 Kilometern ausgetragen. Gesamtsieger war der US-amerikanische Radprofi Levi Leipheimer.

## Etappen

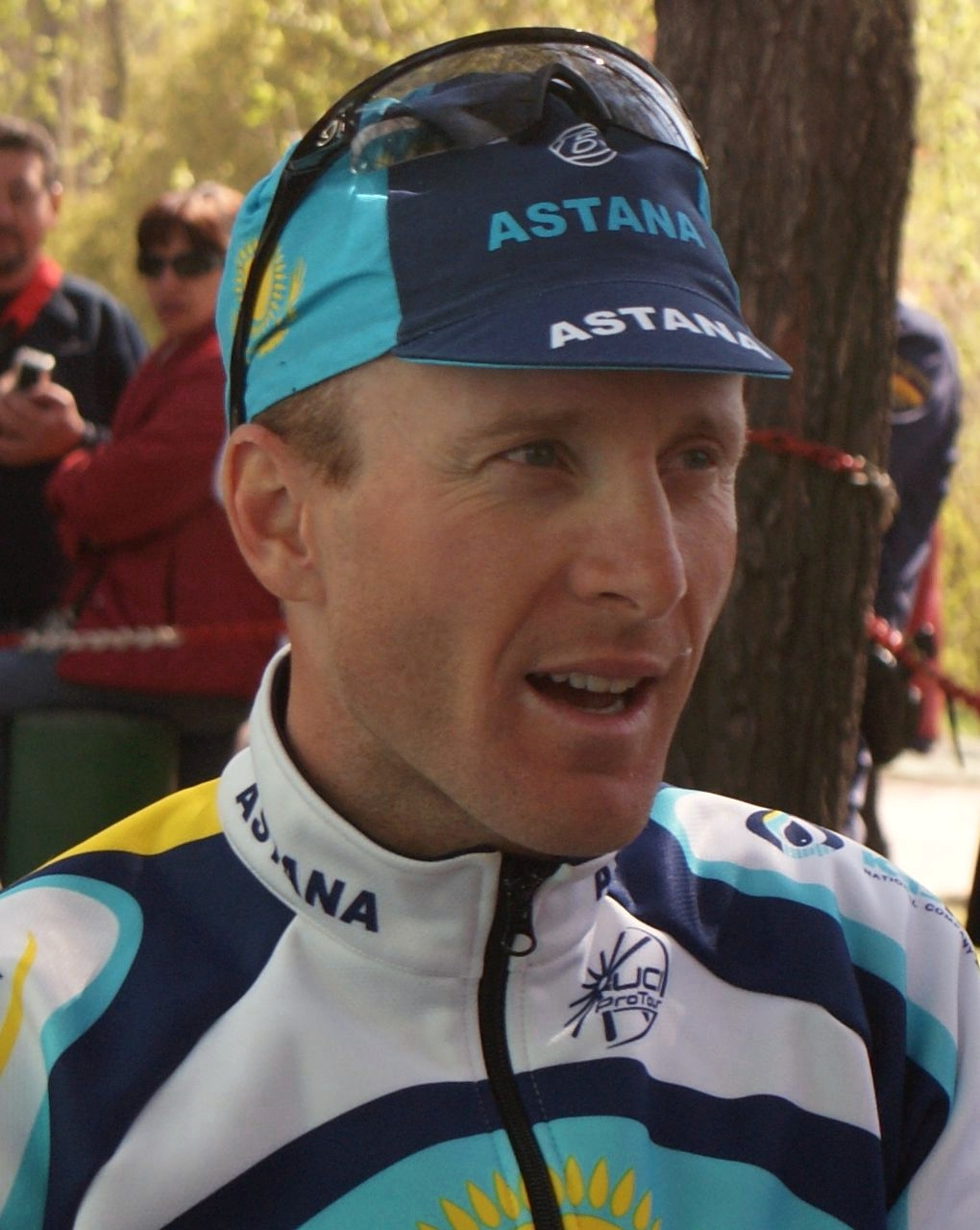
Levi Leipheimer bei der Vuelta a Castilla y León 2009

| Etappe    | Tag      | Start – Ziel                               | km    | Etappensieger      | Führender       |
| --------- | -------- | ------------------------------------------ | ----- | ------------------ | --------------- |
| 1. Etappe | 23. März | Paredes de Nava-Baltanás                   | 168,3 | Joaquín Sobrino    | Joaquín Sobrino |
| 2. Etappe | 24. März | Palencia-Palencia (EZF)                    | 028,2 | Levi Leipheimer    | Levi Leipheimer |
| 3. Etappe | 25. März | Sahagún-Estación de Esquí de San Isidro    | 156,9 | Alejandro Valverde | Levi Leipheimer |
| 4. Etappe | 26. März | Santa María del Páramo-Laguna de los Peces | 145,4 | Juan José Cobo     | Levi Leipheimer |
| 5. Etappe | 27. März | Benavente-Valladolid                       | 152,5 | Alejandro Valverde | Levi Leipheimer |